# Petrosimonia triandra
Petrosimonia triandra är en amarantväxtart som först beskrevs av Pall., och fick sitt nu gällande namn av Lajos von Simonkai. Petrosimonia triandra ingår i släktet Petrosimonia och familjen amarantväxter. Inga underarter finns listade i Catalogue of Life.